# Deadly Lullabyes
Deadly Lullabyes Live es un álbum en directo de la banda de heavy metal King Diamond, publicado el 21 de septiembre de 2004. Grabado durante la gira The Puppet Master por los Estados Unidos.

## Lista de canciones
Disco 1
1. «Funeral»
2. «A Mansion in Darkness»
3. «The Family Ghost»
4. «Black Horseman»
5. «Spare this Life»
6. «Mansion in Sorrow»
7. «Spirits»
8. «Sorry Dear»
9. «Eye of the Witch»
10. «Sleepless Nights»

Disco 2
1. «The Puppet Master»
2. «Blood to Walk»
3. «So Sad»
4. «Living Dead»
5. «Welcome Home»
6. «The Invisible Guests»
7. «Burn»
8. «Halloween»
9. «Introductions»
10. «No Presents for Christmas»

## Créditos y personal
- King Diamond  - voz
- Andy LaRocque - guitarra
- Mike Wead - guitarra
- Hal Patino - bajo
- Matt Thompson - batería
- Livia Zita - voz (adicional)
- Jody Cachia - actriz